# Тарасенкова, Наталья Николаевна
Тарасенкова Наталья Николаевна (1 августа 1928, г. Вышний Волочёк, Тверская губерния, РСФСР, СССР) — российская и советская писательница.

## Биография
Наталья Николаевна родилась в 1928 году в Калининской области. Школьное образование получила в Ленинграде. Первую работу получила на Ростовском заводе. После завода была принята техническим секретарем в редакцию областной газеты «Комсомолец». После получила должность литературного сотрудника. Началась печататься в 1950-х годах, первый рассказ был напечатан в журнале «Смена». В 1952 году поступила на учёбу в Литературный институт имени А. М. Горького. В 1957 году начала работу в качестве корреспондента в журнале «Огонёк». Была в творческих командировках по всему земному шару: на Алтае, на Дальнем Востоке, в Арктике. Первый сборник выпустила в 1959 году под названием «Через лес».